# Lars Karlsson (Sparre av Aspnäs)
Lars Karlsson (Sparre av Aspnäs), född på 1300-talet, död 1359, var en svensk riddare, riksråd och häradshövding.

## Biografi
Lars Karlsson (Sparre av Aspnäs) var son till slottsfogden Karl Elinason (Sparre av Aspnäs) på Kalmar slott. Han nämns första gången 1335 och blev samma år riddare. Han var från 1346 riksråd och var från 1352 till 1354 ståthållare i Skåne. Lars Karlsson var 1357 drots hos kung Magnus och var 1359 häradshövding i Bråbo härad.

### Egendom
Lars Karlsson ägde jord i Algutsrums härad på Öland i Tjusts härad i Småland, i Långhundra härad i Uppland och troligen i Kinda härad i Östergötland.

### Familj
Lars Karlsson gifte sig senast 1346 med Birgitta Matsdotter (Hjorthorn, Törne Matssons ätt), dotter till riddaren Mats Törnesson (Hjorthorn, Törne Matssons ätt) och Ingegärd Svantepolsdotter (Svantepolk Knutssons ätt). Birgitta Matsdotter var änka efter Knut Porse. Lars Karlsson och Birgitta Matsdotter fick tillsammans dottern Ingegärd Larsdotter som var gift med en okänd riddare och Arvid Kettilsson (Gren).